# Сосна Кремпфа
Сосна́ Кремпфа (лат. Pinus krempfii) — крупное, вечнозелёное хвойное дерево рода Сосна (Pinus), эндемик Вьетнама, уникальный вид с необычными широкими и плоскими иглами, длиной от 3 до 6 см и шириной от 1,5 до 5 мм. 
За последние 150 лет популяция сократились примерно на 30% из-за антропогенных факторов, в связи с ростом площади сельскохозяйственных угодий, а также в результате войны во Вьетнаме. Вид занесён в Международную Красную книгу как уязвимый вид.

## Распространение
Узко локализованный эндемик южного Вьетнама, с изолированными местами произрастания, находящимися в высокогорных в районах Чыонгшон в провинциях Даклак, Ламдонг, Кханьхоа и Ниньтхуан. 

## Ботаническое описание
Крупное дерево высотой до 30 (40) м, с вертикальным, прямым стволом диаметром до 2 (3) м.
Крона широкая куполообразная. Кора серебристо-серая, чешуйчатая, отслаивается кусками неправильной формы, со смоляными каналами.
Хвоя в пучках по две иглы, иголки широкие, ланцетной формы, сплюснутые, длиной 4—7 см и шириной 0,1—0,5 см. 
Шишки одиночные, одревесневающие, яйцевидной формы, длиной 4—9 см, шириной 3—6 см.
Семена овальный формы с крылатками.

## Экология
Встречаются в густых вечнозелёных субтропических лесах на влажных почвах, богатых гумусом.
Произрастает на горных территориях,  с муссонным тропическим климатом, со среднегодовой температурой 19—23°C, с количеством осадков более 1500 мм, на высотах 1500—2000 метров над уровнем моря.
Растёт в смешанных лесах среди других хвойных пород Fokienia hodginsii, Dacrydium elatum, Pinus dalatensis и широколиственных деревьев Symingtonia populnea, Rhodoleia championii. 

## Значение и применение
Считается, что древесина обладает физическими и механическими свойствами сосны островной (Pinus kesiya), однако в связи с редкостью вида хозяйственного значения не имеет.
Имеет значительную научную ценность как уникальный вид сосны.
Потенциально пригоден для выращивания в качестве декоративного растения, но за пределами Вьетнама не культивируется.
Поросль часто встречаются в естественных условиях лесов, но её пересадка для переноса в культуру затруднена.
На территории Вьетнама в культуре вид крайне редок, в связи с чем практически нет сведений о его лесоводстве. 
Численность популяций и количество мест произрастания продолжает сокращаться. Это сокращение объясняется последствиями Вьетнамской войны 1960-х годов и расширением сельскохозяйственных угодий в последующие десятилетия. Основные популяции находятся в заповедниках на территории национальных парков BiDoup и Chu Yang Sing.

## Таксономия
Pinus krempfii Lecomte, 1821, Bulletin du Muséum National d'Histoire Naturelle. Paris. 27: 191—192.
По морфологическим признакам это, видимо, самый необычный вид сосен из-за его сплюснутых, ребристых игл лопастной формы. Иглы имеют особый сосудистый пучок, поэтому вид обычно относили к подроду Strobus, в 1944 году Шевалье вынес вид в самостоятельный монотипный род Ducampopinus A.Chev. Rev. Bot. Appl. Agric. Trop. 24: 31, который позднее был переквалифицирован в подрод Pinus subg. Ducampopinus (A. Chev.) Little & Critchf. Misc. Publ. U.S.D.A. 991: 5. (1966) в последних ревизиях вид помещают в монотипную подсекцию Krempfianae Little et Critchf..
Варитет Pinus krempfii var. poilanei Lecomte, Bull. Mus. Natl. Hist. Nat. 20: 325 (1924) был описан на основе более длинных игл (6—7 см), чем впервые описанный материал. Более подробное изучение динамики роста вида показали, что это изменчивость молодых экземпляров, произрастающих в тени, наблюдаемая до наступления зрелости растения.